# Balancim (biologia)

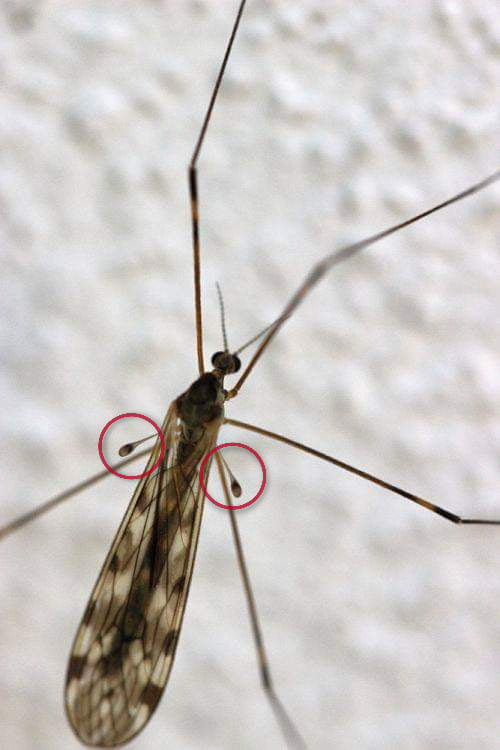
Nos círculos vermelhos, halteres, ou balancins, de um Diptera Limoniidae.

Balancins ou halteres (-pl.) são, na biologia, principalmente em entomologia, a denominação dada a pequenas estruturas presentes nas laterais do tórax de insetos das ordens Diptera e Strepsiptera. Esses insetos alados distinguem-se dos outros em razão de a maioria de suas espécies possuir apenas um par de asas (o anterior, dentre os Diptera; o posterior, dentre os Strepsiptera) desenvolvido, sendo o par anterior ou posterior atrofiado e transformado nas pequenas estruturas responsáveis pelo equilíbrio durante o voo (os balancins ou halteres).

## Características
Os balancins se assemelham a varetas com uma saliência na ponta e, durante o voo, movimentam-se na direção oposta à das asas com o objetivo de manter a estabilidade. Mudanças ocasionais na direção de voo fazem com que as terminações nervosas presentes nas estruturas transmitam informações para que o animal não perca o controle durante rotações.